# Doornroosje

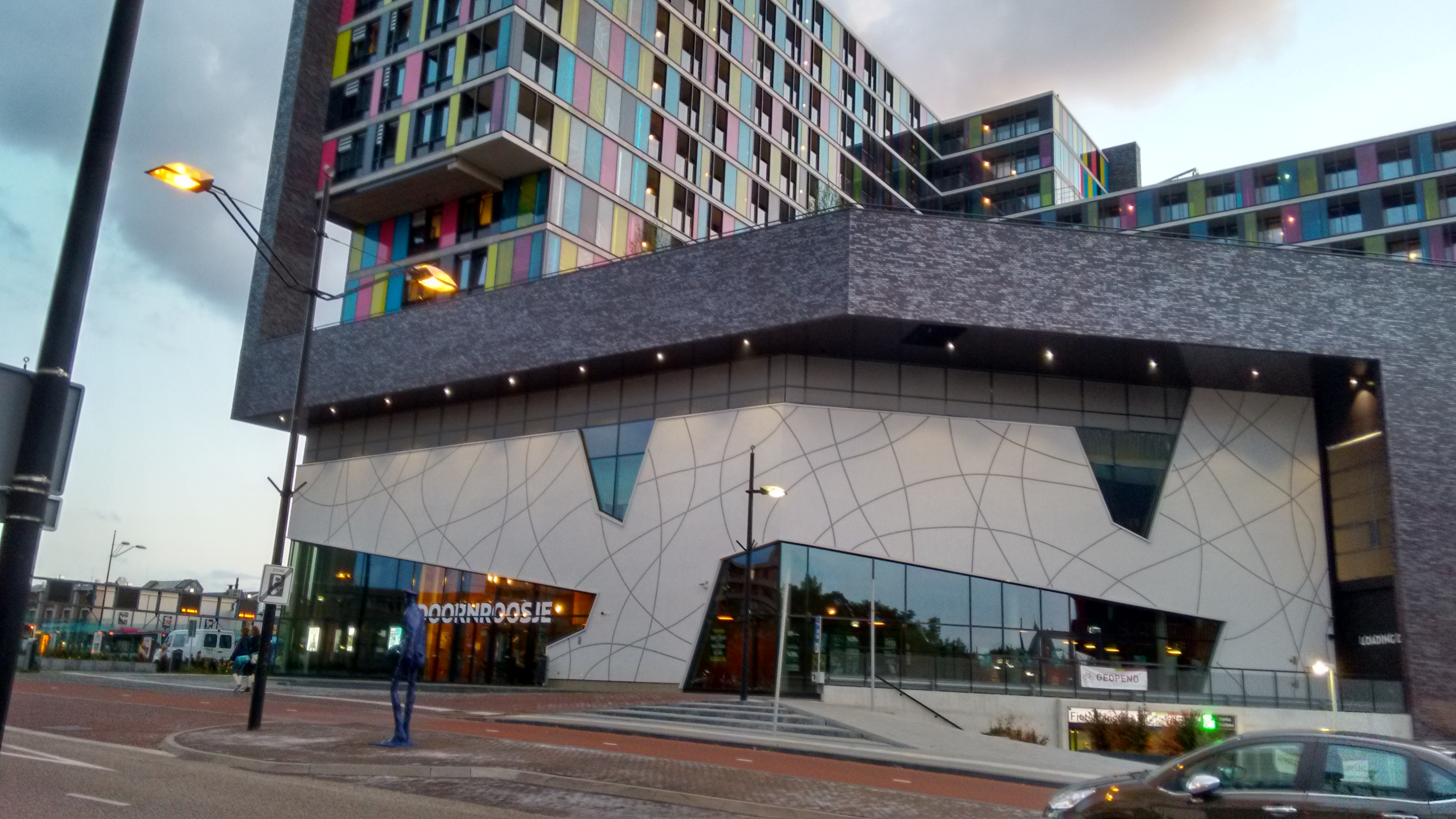
Doornroosje

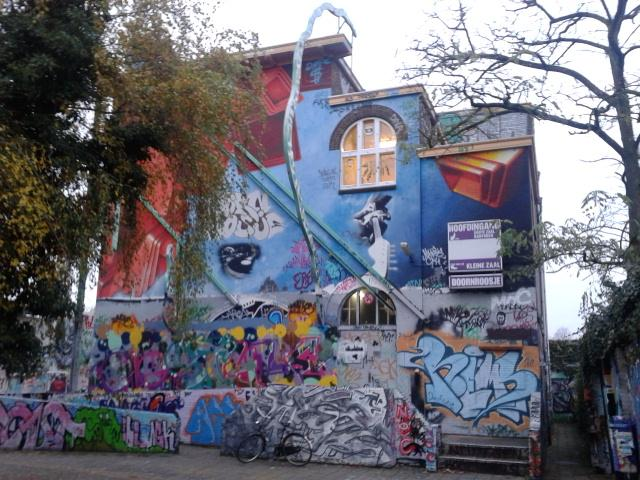
Das alte Doornroosje

Doornroosje (niederl. Dornröschen) ist ein Liveclub in Nijmegen, Niederlande.
Bereits Ende der 1960er Jahre gab es Bestrebungen, einen Ort für Alternativkultur in Nijmegen zu gründen. 1970 wurde der Club Doornroosje dann in einem alten Schulgebäude im Bezirk Midden eröffnet. Der Club im buntbemalten Haus mit einem Fassungsvermögen von 650 Personen existierte dort 44 Jahre, es fanden Konzerte von Joy Division, Cocteau Twins, Nick Cave, Einstürzende Neubauten, The Fall und viele mehr statt. In den 1990er Jahren kam verstärkt elektronische Musik ins Programm.
2008 wurde zusätzlich der kleine Club Merleyn für Konzerte und Partys bis 200 Personen gegründet. Er befindet sich in der Hertogstraat 13.
2014 zog der Club Doornroosje in den Studentenwohnheim-Neubau Talia um, der sich beim Bahnhof Nijmegen befindet. Der Club besetzt die ersten drei Stockwerke und verfügt nun über zwei Säle und eine Lounge.

## Säle
- Red Stage, großer Saal für 1100 Personen
- Purple Stage, kleiner Saal für 400 Personen